# Long Road
『Long Road』（ロング・ロード）は、w-inds.の10枚目のシングル。2003年10月29日発売。発売元はFLIGHT MASTER。

## 概要
通算10枚目のシングル。メンバー出演のブルボン「アップルガム」CMソング。第45回日本レコード大賞 金賞受賞曲。
この曲で、年末のNHK紅白歌合戦にも2回目の出場をし、2年連続トップバッターを務めた。
2011年4月28日に日本武道館で行われた、1日のみの特別記念公演“10th Anniversary 〜Three Fourteen〜 @日本武道館”に先がけ、オフィシャル・サイトにて公式に『w-inds.に歌って欲しい楽曲は？』というアンケート調査を行ったところ、「Long Road」が1位であったことが前記公演のメンバーによるMCにて明かされた。
2003年12月15日HEY!HEY!HEY! MUSIC CHAMPに出演。

## 収録曲
1. Long Road
  - 作詞:shungo.　作曲:松本良喜　編曲:中野定博
2. NEVER MIND
  - 作詞:shungo.　作曲:Remy　編曲:中西亮輔
3. Long Road (Instrumental)
4. NEVER MIND (Instrumental)

## タイアップ
- 「Long Road」
  - ブルボン『アップルガム』CMソング
  - 中京テレビ『あんグラ!NOW』2003年11月度エンディングテーマ